# Військово-морський хрест (США)
Військо́во-морськи́й хрест (англ. Navy Cross) — друга за значністю військова нагорода у військово-морських силах США після Медалі Пошани. Хрестом нагороджують військовослужбовців Військово-морських сил США, Корпусу морської піхоти США та Берегової охорони США (лише у воєнний час) за винятковий героїзм, виявлений у бойових умовах перед обличчям ворога. Хрест був установлений згідно з постановою Конгресу США (Публічний закон 253, 65-й Конгрес), схваленим 4 лютого 1919 року. Однак, нагорода використовувалася вже з 6 квітня 1917 р. Малюнок нагороди розробив художник Джеймс Ерл Фрейзер (1876—1953).

## Опис
Лицьова сторона: Військово-морський хрест становить модифікований тамплієрський хрест півтора дюйми завширшки. У кутах, між перехрестями, розміщені по чотири листа лавра з ягодами. На медальйоні в центрі хреста зображений вітрильний корабель, що пливе по хвилях праворуч. Корабель — символічна каравела типу тих, що використовувалися між 1480 і 1500 роками. Художник вибрав каравелу тому, що її зображення часто використовувалося у символіці військово-морської академії, а також тому, що вона символізує як військово-морську службу, так і морські традиції взагалі. Лавровий лист з ягодами символізують досягнення
Зворотний бік: На медальйон в центрі хреста зображені схрещені якоря, зразка до 1850 року, перевиті канатами. Між якорями розміщені літери «USN» (United States Navy англ. Військово-морські сили Сполучених Штатів).
Стрічка: Стрічка хреста — темно-синя (Navy Blue) з білою смужкою по середині. Синій колір характеризує військово-морську службу, а білий — чистоту і самовідданість.